# Resource Reservation Protocol
Resource Reservation Protocol（リソース リザベーション プロトコル、訳：リソース予約プロトコル、略：RSVP）は、通信プロトコルの一つ。IPネットワークで送信元から送信先までの帯域を事前に予約することで、ネットワーク上の通信路の品質保証を行なうプロトコルである。IETF の RFC 2205 によって規定されている。

## 概要
RSVPはインターネット・プロトコル (IP) またはUDP (User Datagram Protocol) の上位プロトコルとして機能し、2台のコンピュータが通信経路上における CPU、バッファ、帯域などのリソースを確保し、QoS（通信品質）を保証する。RSVPは主にIntServ（イントサーブ）と呼ばれるQoS保証方式のために使用される。
RSVP においては、送受信を行う2台のコンピュータの間でデータ通信開始時に制御メッセージをやりとりすることによって、両者を結ぶ経路上にあるルーターやスイッチが伝送帯域を確保する。テレビ会議やリアルタイムの動画像配信などでは即時性・連続性が求められ、RSVPはこれらの一定量のデータ伝送速度が連続的に必要なシステムのために開発されている。
Resource reSerVation Protocol という奇妙な略し方は、欧米で手紙の末尾に書く "RSVP"（Répondez s'il vous plaît、フランス語で「ご返事をお願いします」）に合わせたものである。
なお、RSVPの問題点についてはIntServの項を参照。

## RSVP に代わるプロトコルの開発
RSVP の問題点を解決するために様々なプロトコルが提案されてきたが、IETF において標準化されたものはなく、RSVP以上に広く使用されているものはない。
- ST-II (The Internet Stream Protocol, version 2)[1] - RSVP に先立って開発されたプロトコルであるが、RSVP とは違って送信者が最初のメッセージを送信した (sender-initiated)。
- YESSIR (YEt another Sender Session Internet Reservations)[2] - ST-IIと同様に送信者が最初のメッセージを送るプロトコルであり、RTCP (Real-time Transport Control Protocol) の拡張である。
- Boomerang[3] - ICMP (Internet Control Message Protocol) とともに使用する。

IETFのNSIS (Next-Step In Signaling) ワーキンググループにおいては，この解析結果に基づいてつぎのような新たなプロトコルを標準化しつつある．
- QoS-NSLP - Bádler ら[4]は、RSVPの問題点すなわち常に受信者が最初のメッセージを送らなければならない、メッセージの伝達が遅い、階層的なネットワーク（例えばDiffservとの組合せ）に使用しにくいといった問題点を解決するため、NSISにおけるシグナリング・プロトコルである NSLP (NSIS Signaling Layer Protocol) の一部としてQoS-NSLPを提案している。QoS-NSLPはさまざまな種類のQoS保証に対応するため、QoS仕様記述法の部分をQSPEC（QoS仕様）テンプレートとして分離している。